# Picnodisostosi
La picnodisostosi és una malaltia genètica de les denominades de dipòsit lisosomal, descrita per primer cop l'any 1962. És causada per mutacions en el gen que codifica la catepsina K i es caracteritza per osteosclerosi en l'esquelet, baixa estatura i fragilitat òssia. Aquesta malaltia també és coneguda com a síndrome de Toulouse-Lautrec, ja que s'ha suggerit que aquest pintor podria haver tingut aquesta malaltia.

## Causa genètica
La picnodisostosi és causada per mutacions en el gen que codifica la catepsina K (localitzada en 1q21), un enzim lisosomal secretat pels osteoclasts que actua trencant proteïnes de la matriu òssia, principalment col·làgena, per tal de permetre la remodelació òssia. La seva herència és autosòmica recessiva.

## Prevalença
És una malaltia molt rara, no es coneix la seva prevalença exacta però és inferior a 1/100.000. La malaltia apareix a una edat variable entre els nou mesos i els cinquanta anys. En general, el diagnòstic s'estableix durant la infància però, a vegades la malaltia no s'arriba a detectar fins a l'edat adulta. En aquests darrers casos, el diagnòstic es manifesta com a resultat d'una fractura o un assaig rutinari.

## Simptomatologia i tractament
Les manifestacions clíniques o radiològiques més freqüents de la picnodisostosi són: osteosclerosi, estatura baixa o nanisme (estatura variable entre 1,35 i 1,5 m), acroosteòlisi de les falanges distals, fragilitat dels ossos associada a fractures espontànies i displàsia de les clavícules. Els pacients presenten malformacions cranials característiques: crani voluminós amb presència d'ossos wormians, persistència de la fontanel·la anterior i mandíbula petita. Es poden observar anomalies dentals com dents cariades, mal implantades o de forma anormal (punxegudes o còniques), així com un retardament en l'erupció dental. A vegades les ungles són irregulars i fràgils. Molt rarament, es pot associar la malaltia amb anèmia, hepatosplenomegàlia, alteracions hematològiques, dificultat respiratòria i apnea del son.
El diagnòstic és clínic i s'ha de confirmar amb un examen radiològic del crani i de l'esquelet sencer. El diagnòstic diferencial inclou: osteoporosi, osteopetrosi, displàsia clidocranial i acroosteòlisi idiopàtica.
El tractament és simptomàtic i multidisciplinari; inclou un seguiment ortopèdic, el tractament de les fractures, que poden tenir una consolidació lenta, i vigilància de l'estàtica vertebral, per tal de detectar les freqüents espondilolistesis. El pronòstic és favorable; la malaltia no és progressiva.